# Conselheiro Lafaiete
Conselheiro Lafaiete este un oraș în unitatea federativă Minas Gerais (MG), Brazilia.